# Macrohoughiopsis similis
Macrohoughiopsis similis är en tvåvingeart som beskrevs av Townsend 1927. Macrohoughiopsis similis ingår i släktet Macrohoughiopsis och familjen parasitflugor. Inga underarter finns listade i Catalogue of Life.